# تسنداته
تسنداته (به لهستانی: Cyndaty}} یک روستا در لهستان است که در گمینا شمیانتکووو واقع شده‌است.